# Salbia subnebulosalis
Salbia subnebulosalis is een vlinder uit de familie van de grasmotten (Crambidae), uit de onderfamilie van de Spilomelinae. De wetenschappelijke naam van deze soort is voor het eerst voorgesteld als Syngamia subnebulosalis door Harrison Gray Dyar Jr. in een publicatie uit 1918.
De soort komt voor in Mexico.